# گالینا زیبینا
گالینا زیبینا (روسی: Гали́на Ива́новна Зы́бина؛ زادهٔ ۲۲ ژانویه ۱۹۳۱) پرتاب‌گر وزنه اهل اتحاد جماهیر شوروی سوسیالیستی بود.
وی همچنین برندهٔ جوایزی همچون مدال دفاع از لنینگراد شده‌است.
وی در مسابقات کشوری و بین‌المللی در مجموع برندهٔ ۲ مدال طلا، ۱ مدال نقره، ۴ مدال برنز شده‌است.